# Flashdance (film)
Flashdance is een Amerikaanse muzikale film uit 1983. Deze werd geregisseerd door Adrian Lyne.
Flashdance bracht twee muzikale hits voort, Flashdance... What a Feeling van Irene Cara en Maniac van Michael Sembello.

## Verhaal
De film gaat over een aantal jongeren die hun droom, namelijk danser, professioneel kunstschaatser of stand-upcomedian worden, nastreven. Om hun doel te bereiken moeten ze hindernissen overwinnen, zoals faalangst. Hoofdpersonages Alexandra en Nick, werken allebei in een staalfabriek. Alexandra stelt alles in het werk om een plek op een prestigieuze dansschool te krijgen. Uiteindelijk lukt het haar om auditie te doen. Tussen haar en Nick bloeit een romance op.

## Rolverdeling
| Acteur          | Personage              |
| --------------- | ---------------------- |
| Jennifer Beals  | Alexandra "Alex" Owens |
| Michael Nouri   | Nick Hurley            |
| Lilia Skala     | Hanna Long             |
| Sunny Johnson   | Jeanie Szabo           |
| Kyle T. Heffner | Richie                 |
| Lee Ving        | Johnny C.              |
| Ron Karabatsos  | Jake Mawby             |
| Belinda Bauer   | Katie Hurley           |
| Malcolm Danare  | Cecil                  |
| Philip Bruns    | Frank Szabo            |
| Micole Mercurio | Rosemary Szabo         |
| Cynthia Rhodes  | Tina Tech              |